# 1222 dans les croisades
Cette page regroupe les évènements concernant les Croisades qui sont survenus en 1222 :
- 2 août : Mort de Raymond VI de Toulouse[1].